# N74 (België)
De N74 (ook wel Limburgse Noord-Zuidverbinding genoemd) is een Belgische weg in West-Limburg. De weg wordt beheerd door het Vlaams gewest, en staat in Noord-Limburg bekend als A24, naar de geplande autosnelweg waartegen in de jaren 1970 weerstand bestond. Sinds 2005 is het gedeelte tussen de Nederlandse grens, waar de weg aansluit op de Nederlandse N69, en Hechtel gerealiseerd, uitgevoerd als 2x2-autoweg met gescheiden rijbanen. Tussen Helchteren en Zonhoven loopt de N74 over het tracé van de N715. Na de kruising met de E314 ten zuiden van Houthalen-Helchteren loopt de weg verder richting Hasselt.

## Geschiedenis

### Vroege geschiedenis
De geschiedenis van de noord-zuidverbinding in Belgisch Limburg gaat terug tot 1712. Dat jaar beslist het prinsbisdom Luik een kasseiweg aan te leggen die Luik met 's-Hertogenbosch verbindt via Hasselt. In 1789 is de kasseiweg volledig aangelegd tussen Luik, Hasselt en Lommel. Aanvankelijk was er weinig bebouwing langs deze weg. Met de komst van de Kempense mijnzetels neemt de bevolking toe. In de jaren 60 krijgt de weg de naam Grote Baan, wat nog steeds de lokale naam van de N74 in Houthalen-Helchteren is. Het verkeer op de Grote Baan neemt toe en de weg wordt verbreed tot 2x2 rijstroken. In 1971 sloot de weg aan op de E314, het belangrijkste verkeersknooppunt van Limburg.

### Jaren 70
In 1971 besliste de minister van openbare werken Jos De Saeger (CVP) tot de aanleg van de snelweg ten noorden van Hasselt. Hiervoor werd alvast op 4 november 1971 de Intercommunale E39 opgericht. Het waren immers vooral de Noord-Limburgse gemeenten die ijverden voor de aanleg van een snelweg om hun regio te ontsluiten en op de Belgische en Nederlandse snelwegen aan te sluiten. De A24 verscheen in 1972 in het zeer ambitieuze autosnelwegenprogramma als een autosnelweg van Eindhoven via Hasselt en Sint-Truiden naar Hoei. Er werden vier oost-west gerichte toevoerwegen voorzien:
- N71 Hamont - Lommel, met een mogelijke verdere verbinding tussen Lommel en de E34 bij Retie. Deze verbinding werd effectief aangelegd, zij het (nog) niet helemaal tot in Hamont.
- N73 Kessenich - E313 bij Tessenderlo. Deze route is deels gerealiseerd.
- N75 Lanklaar - Hasselt via Genk, Bokrijk en de tuikabelbrug van Godsheide. Deze weg is aangelegd tussen Lanklaar en Genk.
- N718 Tongeren - Sint-Truiden. Slechts voor een zeer beperkt deel aangelegd tussen Zepperen/Ordingen en Melveren.

Begin 1973 werd het tracé vastgelegd bij Koninklijk Besluit, waarbij de weg tussen Hasselt en Genk passeerde. Eerder hadden natuurverenigingen zich gegroepeerd in de Natuurbeschermingsactie Limburg (NAL) en gepleit voor een meer oostelijk tracé dat ten oosten van Genk passeerde. Aanvankelijk werden immers drie tracés bestudeerd: een ten westen van Hasselt, een tussen Hasselt en een ten oosten van Genk. Deze laatste, die volgens de NAL het minst natuurbeschadigend zou zijn, zou echter te ver van de economisch belangrijke plaatsen liggen. Bijgevolg koos men voor het tracé tussen Hasselt en Genk. Enkel het tracé tussen de Nederlandse grens en Brustem (bij Sint-Truiden) zou het statuut van autosnelweg krijgen. Voor het gedeelte door Haspengouw rees er protest vanwege landbouwers en de nieuwe minister Alfred Califice (PSC) was hieraan tegemoetgekomen. Hij stelde het vak Brustem-Hoei als expresweg op.
Men begon met de werken in het noorden van de provincie en tussen Hasselt en Sint-Truiden. Deze laatste weg werd eerst als expresweg gebouwd om daarna tot autosnelweg omgebouwd te worden. Het noordelijke deel werd wel als volwaardige autosnelweg aangelegd. Zelfs de toevoerweg N71 kreeg een volledig gescheiden 2x2 rijbaan over de lengte dat deze gelijk liep met de snelweg in aanbouw. Zo werd de brug over het Kanaal Bocholt-Herentals voorzien voor acht (4x2) rijstroken: de A24 zou de vier binnenste rijstroken gebruiken en de N71 zou de buitenste rijbanen gebruiken. Enkel deze laatste werden geasfalteerd. Om deze reden heeft de huidige N74 op dit gedeelte een extra brede middenberm.
In 1974 richtten natuurliefhebbers Aktiekomitee 24 op. Het tracé tussen Hasselt en Genk doorkruiste maar liefst vijf natuurgebieden en dit vonden de leden van het actiecomité onaanvaardbaar, maar ondanks de steun hiervoor weigerden politici toe te geven. Na een kritische kosten-batenanalyse in 1975, het zogeheten 'Kirschenrapport', die de A24 een lage prioriteit gaf, werd in het autosnelwegenprogramma van 1976 de A24 ingekort tot het deel ten noorden van de E313. Het deel tussen Hasselt en Sint-Truiden, de huidige N80, zou nooit omgebouwd worden tot autosnelweg. Het protest, vanuit de Boerenbond en de natuurverenigingen, breidde echter uit; in die mate dat in 1977 het Aktiekomitee 24 in hongerstaking ging en een in opbouw zijnde brug in Overpelt in brand werd gestoken. In hetzelfde jaar werd Guy Mathot (PS) minister van openbare werken. Hij ging grotendeels in op de vragen van de actiecomités; hij degradeerde de weg in aanbouw tot een expresweg, de N74, en besliste om de weg tussen Hechtel/Helchteren en Hasselt niet aan te leggen. De expresweg zou ten zuiden van Hechtel aansluiten op de bestaande weg die door de kernen van Helchteren en Houthalen voerde. De reservatiestrook voor de omleiding ten westen van Helchteren en Houthalen werd echter wel ingetekend op het gewestplan.

### Jaren 80
In de jaren nadien werd verder gebouwd aan de N74 in Noord-Limburg, maar ondanks het statuut van expresweg kreeg de weg de eigenschappen van een autosnelweg: volwaardige ongelijkvloerse knooppunten, pechstroken, flauwe bochten. In 1981 werd het meest noordelijke deel opengesteld in de gemeenten Lommel, Neerpelt en Overpelt tot en met de op- en afrit bij Eksel (Winner) en Lindel. Ten zuiden van de aansluiting van de N71 in Overpelt werd aanvankelijk enkel de westelijke rijbaan geopend als een tweevaksweg. In 1980 was de Vlaamse Executieve verantwoordelijk geworden voor bouwvergunningen. De Vlaamse administratie werkte verder aan de N74, maar op het terrein werd er nog maar weinig nieuwe weg aangelegd. Wel werd in de jaren 80 een kort stuk van de bestaande weg in Helchteren verbreed tot een 2x2-profiel, conform de beslissing van Guy Mathot in 1977, zodat de Grote Baan een 2x2-profiel kreeg van de A2/E314 tot Helchteren. Er rees twijfel om bij Hechtel-Eksel de omleiding niet ten westen van Hechtel en Eksel te laten gaan. Uiteindelijk werd toch voor het oorspronkelijke tracé langs het oosten gekozen.
In 1988 werd Johan Sauwens (VU) de eerste Vlaamse minister van openbare werken. Sauwens was een tegenstander van een omleiding. Er zou niet genoeg verkeer op de huidige weg zitten om een omleiding te verantwoorden en hij koos in 1989 voor de bestaande doortocht (N715) door de dorpen Winner, Eksel en Hechtel.

### A69 in Nederland
De Nederlandse A69 (oorspronkelijk een rijksweg) moest een doortrekking van de Belgische A24 van de grensovergang tot het knooppunt De Hogt in Veldhoven voorzien. Het voorgestelde tracé liep door het dal van de Dommel, maar zou gebruik maken van de reeds bestaande rijksweg (N69). In 1983 en 1986 werden de tracébesluiten genomen, maar in 1988 werd in een kroonberoep uitspraak gedaan tegen de autosnelweg. Het plan om de A69 aan te leggen werd bijgevolg geschrapt, maar enkele jaren nadien besloot het Europees Hof van Justitie dat het Nederlandse kroonberoep niet rechtsgeldig was. In plaatsen langs de N69 zoals Waalre en Valkenswaard ontstond een grote verkeersdrukte, maar het gebied waardoor de A69 zou lopen had een grote ecologische waarde. Hierop bevestigde de Nederlandse minister van verkeer en waterstaat Tineke Netelenbos (PvdA) in 1998 dat de A69 niet zou worden aangelegd. Op deze wijze werd het dal van de Dommel niet geschaad.
De leefbaarheid in Waalre en Valkenswaard kreeg meer te lijden onder de verkeersdrukte op de N69. Het Samenwerkingsverband Regio Eindhoven (SRE) liet een milieueffectrapportage en een verkeerstelling uitvoeren, waaruit bleek dat de weg zodanig veel werd gebruikt door nationaal en internationaal verkeer de N69 volgens het SRE geen regionaal probleem was. Hierop werd het Rijk om hulp gevraagd, maar deze oordeelde dat de drukte op de N69 een regionaal probleem was en weigerde ondersteuning te leveren. Bijgevolg werd de weg op 1 januari 2009 overgedragen aan de provincie Noord-Brabant.
In 2011 is een oplossing bedacht voor de verkeersdrukte in Waalre en Valkenswaard: de N69 zal ten westen van Waalre en Valkenswaard naar Veldhoven leiden. Daar zal de weg aansluiten op de Nederlandse A67. De aanleg van de nieuwe weg begon in 2019 en zal duren tot 2021.

### Jaren 90 en 00
De volgende minister, Theo Kelchtermans (CVP), was altijd een voorstander van de Limburgse noord-zuidverbinding geweest en ging terug door met de aanleg van de omleiding. Het verkeer op de bestaande weg nam immers ook toe, zodat de weg niet enkel zou moeten dienen om investeringen aan te trekken, maar ook voor reeds bestaand verkeer op de N715. Tevens kwam hij terug op de plannen van Guy Mathot voor een doortocht in Helchteren en Houthalen en greep hij terug naar de oorspronkelijke plannen van de A24 ten oosten van Houthalen en Helchteren. Een nieuw actiecomité onder de naam Noord-zuid Nooit kocht twee terreinen in Hechtel-Eksel. Deze werden verkaveld en verkocht. Het actiecomité, de NAL en enkele politici uit de regio Noord-Limburg trokken de geldigheid van de in het verleden afgeleverde bouwvergunningen in twijfel. Tevens kraakten zij onteigende huizen en een schoolgebouw.
Het was echter Kelchtermans' opvolger die een definitief tracé diende vast te leggen. Eddy Baldewijns (SP) koos eind 1996 voor het gewestplantracé ten westen van Houthalen en Helchteren. Hij voorzag een voltooiing van de N74 binnen vijf jaar. Ondanks de acties van de NAL en het actiecomité, werd in 1997 door de nieuwe impulsen onder Kelchtermans de westelijke rijbaan van de omleiding rond Hechtel-Eksel in gebruik genomen. Deze werd in 2002 verlengd tot de grens met de gemeente Houthalen-Helchteren, waar de N74 nog steeds overgaat in de N715 en op het tracé van de N715 loopt tot de kruising met de A2/E314. Deze verlenging doorkruist de vallei van de Zwarte Beek, wat aanleiding vormde voor natuurgroepen om actie te voeren. In 2005 werd de volledige oostelijke rijbaan in gebruik genomen tussen Overpelt en Helchteren. Aangezien de oude weg ten zuiden van Helchteren al over een 2x2-profiel beschikte, bestaat er in het noorden van Helchteren nog een flessenhals.
Eveneens rijpte echter een nieuw idee: een ondertunneling van de bestaande weg. De paars-groene regering-Dewael met bevoegd minister Steve Stevaert (SP) zette in op dit idee, net als zijn opvolger Kris Peeters (CD&V). De bewoners langs de N715 waren echter niet tevreden met een ondertunneling van de N715. De actiegroep Om-Nu! ijverde voor een omleidingsweg en nam zelfs deel aan de gemeenteraadsverkiezingen van 2006. Bijgevolg gingen ook andere lokale partijen voor de omleiding opteren. Minister Peeters besliste in 2007 dat het resterende gedeelte van de noord-zuidverbinding in twee fasen zal worden gerealiseerd.

### Spartacusplan
Deze gewestweg was een van de mogelijke trajecten voor de mogelijke sneltramlijn 3 uit het Spartacusplan tussen Hasselt en het verstedelijkte Noord-Limburg. Een eerdere studie duidde een treinverbinding aan als goedkopere en meest rendabele optie. Een treinverbinding zou gebruik maken van de oude bedding van spoorlijn 18 tussen Hasselt en Neerpelt en voor een sneltram is dit ook een optie. De tramlijn zou tussen Hasselt en Lommel rijden. Op het zuidelijke deel van de weg liggen de festivalweide van Pukkelpop en het bedrijventerrein Hasselt-Kiewit met onder andere de Corda Campus. Deze zouden met een tramlijn over de N74 makkelijker met het openbaar vervoer bereikt kunnen worden, ook vanuit het noorden van Limburg.

### Nieuwe studies en keuze voor omleiding (2006-2017)
Na verschillende nieuwe studies zoals een haalbaarheidsstudie (2006), een trechteringsstudie van mogelijke alternatieven (zowel omleiding als doortocht), het plan-MER en een MKBA koos Vlaams minister van openbare werken Hilde Crevits CD&V) op 2 oktober 2008 dan toch (opnieuw) een westelijke omleidingsweg. Deze omleidingsweg zal vanaf de rotonde in Hechtel langs het westen van de dorpskernen van Helchteren en Houthalen lopen, tot aan een nieuw aan te leggen knooppunt met de A2/E314 in Zonhoven. Het zal gaan om een 2x2-autosnelweg met een ontwerpsnelheid van 120 km/h. Op die manier moet binnen enkele jaren het erg druk doorgaand verkeer op de N715 uit de bebouwde kommen geweerd kunnen worden. De omleidingsweg heeft daarmee de voorrang gekregen op het alternatieve tunneltracé. De milieu-effecten voor beide opties werden in het plan-MER gelijk ingeschat. Zo scoorde het doortochttracé beter in de disciplines bodem, oppervlaktewater, landschap en fauna/flora, maar zijn de gezondheidseffecten (luchtverontreiniging en geluidshinder) en vooral de leefbaarheid tijdens de aanleg beter bij een omleidingstracé. De verschillen in milieu-effecten voor beide opties werden als zeer beperkt beschouwd en er werd geen 'meest milieuvriendelijk alternatief' (MMA) aangeduid.. De kosten-batenanalyse wees echter duidelijk naar de omleidingsweg als beste optie. Ter compensatie van de verloren natuurzones zullen een aantal zonevreemde bedrijven in het noorden van de gemeente Houthalen-Helchteren (zone Helchteren-Noord) moeten verdwijnen om daar de bestaande natuurzone te vergroten.
Op 2 april 2013 werd het gewestelijke ruimtelijk uitvoeringsplan (GRUP) voor de omleidingsweg echter vernietigd door de Raad van State omdat de natuurcompensatie voor het project niet voldoende wordt geacht. Dit arrest kwam er nadat milieuverenigingen de plannen hadden aangevochten. In februari 2015 werd een nieuw GRUP goedgekeurd door de Vlaamse Regering. Nadien werd het technisch bouwplan opgesteld en een aannemer gezocht die de bouwvergunning zou indienen. Indien geen nieuwe gerechtelijke procedures gestart werden, werd een ingebruikname van het omleidingstracé voorzien tegen de eerste helft van 2018. Er werd echter beroep ingesteld bij Raad van State om de nietigverklaring van het volledige gewestelijk ruimtelijk uitvoeringsplan 'Noord-Zuid verbinding N74' te vorderen. Op 12 mei 2017 vernietigde de Raad van State zowel het GRUP als het plan-MER waarop het GRUP stoelde. De reden hiervoor was de aantasting van een habitatrichtlijngebied en het feit dat er onvoldoende rekening werd gehouden met het Vlaams Ecologisch Netwerk.

### Heropstart als 'complex project' (2018-)
Op 24 april 2018 werd het project als "complex project" nieuw leven ingeblazen door een kick-offmoment om het project Noord-Zuidverbinding Limburg te realiseren. De Vlaamse instanties De Werkvennootschap en het departement Omgeving zullen samen het project trekken, gesteund door toenmalig Limburgs gouverneur Herman Reynders als procesbegeleider. Deze taak van procesbegeleider wordt verder gezet door de huidige gouverneur Jos Lantmeeters. Zes Limburgse leden van het Vlaams Parlement ondertekenden over de politieke fracties heen een engagementsverklaring om het project te realiseren.
Op 24 september 2020 werd de eerste fase van het geïntegreerd onderzoek (de verfijning van de alternatieven) voor dit project afgerond. Het werd duidelijk dat van de 7 oorspronkelijke alternatieven er nog de 3 overblijvende alternatieven zijn voor de Limburgse Noord-Zuidverbinding, telkens gecombineerd met een sneltram of gelijkwaardig hoogwaardig openbaar vervoer waarmee de piste van een (heringebruikname) van een treinverbinding van Hasselt naar Noord-Limburg wordt verlaten. Het proces hoe men tot deze 3 alternatieven komt, staat beschreven in een zogenaamde 'tussennota', waarmee de tweede fase van het geïntegreerd onderzoek (het thematisch onderzoek) werd opgestart, met als bedoeling hiermee in het voorjaar van 2021 klaar te zijn. Deze eerste 2 fases gingen gepaard met een participatief traject waarbij inwoners, toekomstige gebruikers en andere overheden maximaal betrokken worden. Bij de derde en laatste fase (geïntegreerde afweging) werd op zoek gegaan naar de beste oplossing die ook het meeste draagvlak had. Deze fase zou worden afgerond met een 'voorkeursbesluit'. 
In maart 2021 maakte de projectteams bekend dat er 2 bijkomende alternatieve tracés waren die mee onderzocht zouden worden. Deze alternatieven waren het resultaat van de inspraakronde die eind 2020 plaatsvond en werden ook geadviseerd door de gemeente Houthalen-Helchteren. Het zijn geen nieuwe alternatieven, maar telkens een combinatie van de bestaande doortochtalternatieven. Ze voorzagen telkens een tunnel onder Houthalen en een tunnel onder Helchteren.
Op een overleg op 6 mei 2021 werd de stand van zaken toegelicht aan de betrokken burgemeesters en Limburgse parlementsleden. Hierna volgde een afweging van alle onderzoeksresultaten. Dat zal onder meer gebeuren met de partijen in de gemeenteraad van Houthalen-Helchteren, vertegenwoordigers van actie- en buurtcomités en een expertenpanel onder leiding van Vlaams Bouwmeester Erik Wieërs. De Werkvennootschap en Studio NZL zullen op basis van deze afweging een voorkeursalternatief voorleggen aan de Vlaamse regering. De definitieve beslissing zou dan voor het najaar zijn.
De Werkvennootschap ging ervan uit dat voor de zomer van 2021 een voorontwerp-voorkeursbesluit genomen kon worden, zodat in het najaar van 2021 de Vlaamse Regering definitief het voorkeursbesluit kon vastleggen. En er dus een definitieve keuze van het tracé kan worden vastgelegd. Eerder werd nog aangenomen dat deze planning vertraging zou oplopen. Ook in deze besluitvorming werd een vertraging opgelopen door de lockdown ten gevolge van de coranacrisis. Op 28 mei 2021 liet de Werkvennootschap weten dat dat moment toch zou worden opgeschoven tot na de zomer van 2021, om alles juridisch waterdicht te krijgen. De opmaak van de duizenden pagina’s documenten van het voorontwerp-voorkeursbesluit vergde iets meer tijd. Ook nieuwe zaken zoals de stikstofproblematiek moesten juridisch getoetst worden. 
Voor de start van de uitvoering van dit complex project mikte men nu op 2024, zodat de Limburgse Noord-Zuidverbinding in 2029 af zou zijn.

### Werken
Op de N74 werd onder meer een nieuwe brug gebouwd over spoorlijn 21 in Kiewit. Andere verrichte werkzaamheden zijn de omvorming van het kruispunt van de N74 met de N72 in Zonhoven, en een brug over de Engstegenseweg in Zonhoven.

### Quick wins
Afhankelijk van welke oplossing de voorkeur krijgt, wilde de Vlaamse overheid in de tussentijd wel al een aantal werken uitvoeren die het fileprobleem wat zouden moeten doen afnemen. Het ging dan om de aanleg van beter fietsinfrastructuur zoals de fietssnelwegen, een fietsbrug over de N715 in het noorden van Houthalen-Helchteren en  een betere ontsluiting van het bedrijventerrein Centrum-Zuid voor zowel auto's als fietsers.

## Traject
Men kan het traject van de N74 opdelen in twee deeltrajecten. Enerzijds is er het gedeelte tussen Hasselt en Helchteren, dat begint aan de R70 en eindigt aan de splitsing met de N715. Anderzijds is er het segment Hechtel-Lommel dat is omgebouwd tot 2x2 autoweg met gescheiden rijbanen, dat begint aan de splitsing met de N715 en eindigt aan de grens met Nederland.

### Hasselt-Helchteren

#### Hasselt

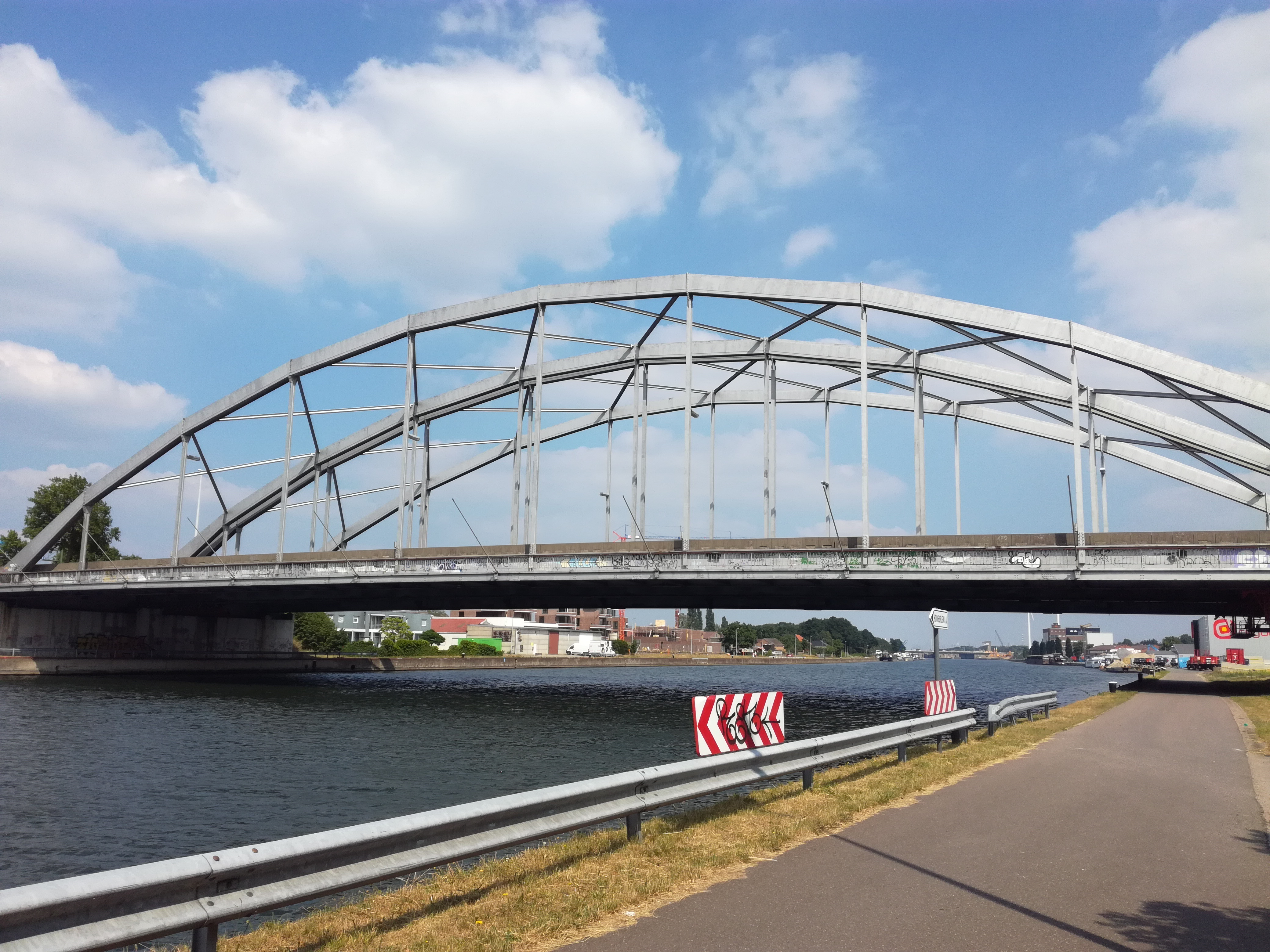
De brug bij Hasselt over het Albertkanaal

De N74 begint aan de R70 (Groene Boulevard), de kleine ringweg rond de Limburgse provinciehoofdstad Hasselt. De N74 ligt in het verlengde van de Demerstraat die eindigt op de Grote Markt. Op de kruising met de R70 gaat de Martelarenlaan (richting het Kolonel Dusartplein) over in de Thonissenlaan( richting de Kanaalkom). De N74 gaat noordwaarts en passeert het Oud Kerkhof van Hasselt vooraleer het de R71 kruist. Tot aan de kruising met de grote ringweg rond Hasselt heeft de N74 slechts 1x2 rijstroken. Bij deze kruising gaat de Gouverneur Verwilghensingel over in de Herkenrodesingel. Meteen na het kruispunt N74/R71 verbreedt de weg naar 2x2 rijstroken en volgt de brug bij Hasselt over het Albertkanaal.
Na de passage over het Albertkanaal is er een T-splitsing met bypass waar de N75 richting Genk en Dilsen aansluit op de N74. Verder noordwaarts passeert de N74 de Banneuxwijk, het bedrijvenpark Corda Campus en steekt het ter hoogte van Kiewit spoorlijn 21A (Hasselt-Genk) over. Deze brug wordt de brug bij Kiewit of de Philipsbrug genoemd, naar de voormalige Philips-vestiging op de huidige Corda Campus. Onder de brug bij Kiewit ligt station Kiewit. Hierna passeert de N74 de Pukkelpop-festivalweide en het gehucht Kiewit. Hierna volgt de grens met de gemeente Zonhoven.
Het traject van de N74 van de R70 tot de grens met Zonhoven heeft de lokale straatnaam Kempische Steenweg.

#### Zonhoven
De N74 loopt Zonhoven binnen ongeveer 200 meter voor de splitsing met de N72 richting Halveweg, Heusden-Zolder, Beringen en Leopoldsburg. Deze kruising staat lokaal bekend als de vertakking. 300 meter noordwaarts volgt de splitsing met de N715b, een verbindingsweg door het dorpscentrum van Zonhoven. Ook hier werden in 2016 werkzaamheden uitgevoerd De naam van het traject van de grens met Hasselt tot de splitsing met de N715b is Heuveneindeweg.
Vanaf deze splitsing loopt de N74 met een boog ten westen van het Zonhovense dorpscentrum. Dit segment heeft een lengte van bijna 4 kilometer en is omgebouwd tot een stuk waaraan geen huizen liggen. Na de sluiting van enkele kruispunten met lokale wegen zijn er nog maar drie kruispunten van de N74 met lokale wegen in Zonhoven. Deze wegen zijn de Donkweg, de Zavelstraat en de Eikenenweg. Wel zijn er twee lokale straten die onder de N74 lopen, de Engstegenseweg en de Koningshofweg. De sluiting van de vele kruispunten heeft Zonhoven in twee delen verdeeld met enerzijds de gehuchten Halveweg en Terdonk in het westen en het dorpscentrum en Termolen in het oosten. Het meest recente kruispunt dat sloot is dat van de N74 met de Engstegenseweg in 2013. Hier werd een brug gebouwd die weliswaar niet van fietspaden is voorzien waardoor fietsers genoodzaakt zijn een omweg via het dorpscentrum van Zonhoven te maken.
In het noorden van Zonhoven, vlak voor de kruising met de A2/E314, sluit de N715a aan op de N74. Deze weg is het noordelijke gedeelte van de verbindingsweg door het centrum van Zonhoven.

#### Houthalen-Helchteren
Op de grens tussen Zonhoven en Houthalen-Helchteren loopt de A2/E314 richting Brussel en het knooppunt Heverlee enerzijds en de grens met Nederland en de Duitse stad Aken anderzijds. Hier bevindt zich ook een kruising met de N74. Ten noordoosten van het op- en afrittencomplex ligt de Breelaarheide.
Vervolgens passeert de N74 het industrieterrein Centrum-Zuid en gaat de weg achtereenvolgens door Houthalen, Laak en Helchteren. Zowel in Houthalen als Helchteren kruist de N74 met tientallen lokale straten en invalswegen. Hierdoor ontstaat regelmatig filevorming op de N74 ter hoogte van Houthalen-Helchteren. In Houthalen ligt het hoofdgebouw van de voormalige Houthalense steenkoolmijn langs de N74. In het centrum van Helchteren is een kruising met de N719 (Heusden-Meeuwen). Hier gaat de Helzoldstraat over in de Kazernelaan. Het kasteel Den Dool ligt op 400 meter ten oosten van de N74 in Helchteren.
Vanaf de kruising tussen de A2/E314 met de N74 en de afsplitsing in Hechtel-Eksel overlapt de N74 met de N715 (Hechtel-Lommel).
De N74 heet in Houthalen-Helchteren Grote Baan.

### Hechtel-Lommel

#### Hechtel-Eksel

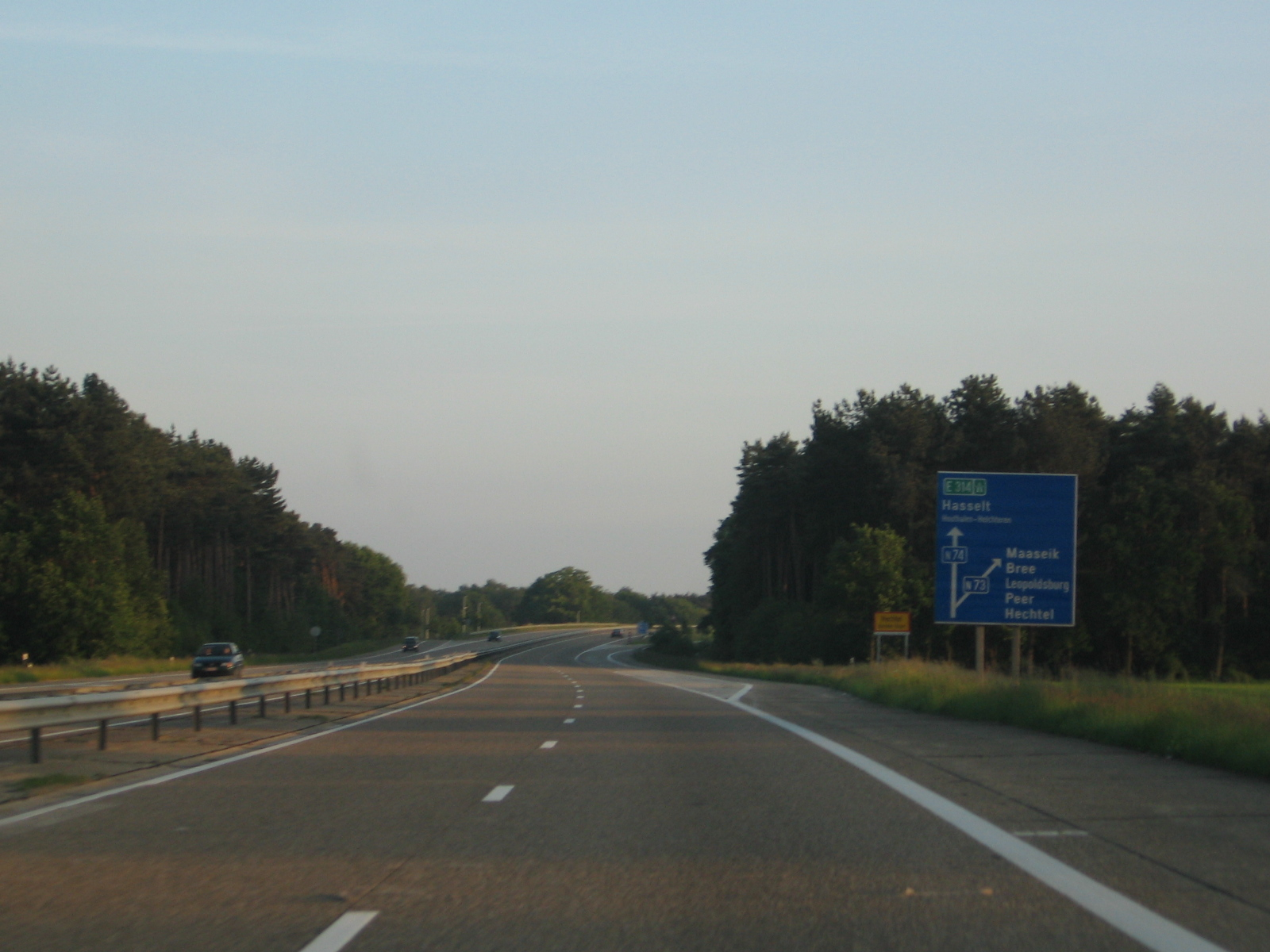
De Noord-Zuid ter hoogte van de aansluiting met de N73 bij Hechtel

Net over de gemeentegrens tussen Houthalen-Helchteren en Hechtel-Eksel takt de N715 van de N74 af. Vanaf hier lopen de N74 en N715 grotendeels parallel totdat beide wegen zich terug samenvoegen vlak voor de grens met Nederland in Lommel. Verscheidene bruggen over de N74 maken het mogelijk voor het lokaal verkeer om de N74 verkeersvrij over te steken.
Vanaf deze splitsing heeft de N74 het profiel van autosnelweg met 2x2 rijstroken en volwaardige vluchtstroken. De eerstvolgende op- en afrit bevindt zich ter hoogte van Hechtel. Hier kan het verkeer van de N73 (Tessenderlo-Kessenich) de N74 oprijden en omgekeerd. Hierna loopt de N74 in een boog ten oosten van Eksel.

#### Overpelt
Ten noordoosten van Eksel ligt een op- en afrittencomplex. Van hieruit kan men via lokale wegen Lindel en Winner bereiken. De N74 loopt in een boog ten westen van Lindel en Overpelt. Tussen het centrum van Overpelt en het kerkdorp Overpelt-Fabriek ligt een op- en afrittencomplex met de N71 (Hamont-Geel) en de N713 die de N74 met de N712 verbindt. Vlak ten zuiden van deze kruising steekt de N74 spoorlijn 19 over. Ongeveer 1,5 kilometer noordwaarts ligt de kruising met de verbindingsweg N790. Vlak hierna is de grens met Neerpelt.

#### Neerpelt
In Neerpelt steekt de N74 het Kanaal Bocholt-Herentals over. Aan de overzijde van deze waterweg ligt een kruising met de N71 richting Grote Heide. Dit is de laatste op- en afrit van de N74 die ongeveer 2 kilometer door Neerpelt loopt.

#### Lommel
Ten slotte laat de N74 het natuurgebied Hageven links liggen. Vlak hierna volgt de aansluiting met de N715. Deze bevindt zich in de gemeente Lommel. De N74 versmalt hier naar 1x2 rijstroken en loopt nog ongeveer 300 meter tot aan de grensovergang. In Nederland gaat de gewestweg over in de N69 naar Eindhoven via Valkenswaard. In totaal loopt de weg ongeveer 2 kilometer op het grondgebied van Lommel.

## N74a
De N74a is een aftakking van de N74 bij Lindel. De route maakt deel uit van de verbindingsweg onderaan de afrit van de N74 tussen de plaatsen Lindel en Eksel. De N74a heeft een lengte van ongeveer 1,3 kilometer.